# Collège Gérôme
 (décembre 2021).
Si vous disposez d'ouvrages ou d'articles de référence ou si vous connaissez des sites web de qualité traitant du thème abordé ici, merci de compléter l'article en donnant les références utiles à sa vérifiabilité et en les liant à la section « Notes et références ».
Le collège Gérôme, fermé depuis juillet 2019, était un établissement scolaire situé dans le quartier historique de Vesoul, dans la Haute-Saône. Le collège portait le nom de Jean-Léon Gérôme, peintre et sculpteur réputé né à Vesoul, qui fut élève au collège. Le conseil départemental de la Haute-Saône décida de fermer l'établissement en 2019.
Construit au début du XVIe siècle, il s'agissait avant sa fermeture en 2019 de l'un des plus anciens collèges du département de la Haute-Saône. Avant d'abriter un collège, le bâtiment a été notamment un atelier, un entrepôt de stockage, une école centrale et même un lycée impérial.
L'établissement a formé des dizaines d'élèves qui sont devenus des personnalités reconnues, comme des hommes politiques, des écrivains ou encore des artistes.

## Histoire

### Du collège des Jésuites au lycée impérial
À la fin du XVIe siècle, la Ville de Vesoul se montre désireuse de disposer de son propre collège afin de pouvoir former en son sein des élèves qui, jusqu'alors, partaient étudier à Besançon ou à Dole. Un premier établissement est créé en 1576, installé dans les bâtiments des anciennes écoles de la ville.
Il s'agrandit en 1583 bien que l'instruction qui y est dispensée ne semble pas être de bonne qualité. La prise de la ville de Vesoul en 1595 par les troupes à la solde du roi de France signe la fin de ce collège, mais dès 1603, la municipalité souhaite relancer ce projet. Cette fois-ci, il est décidé de faire appel à un ordre religieux pour diriger et gérer la structure. Les Capucins sont d'abord retenus et viennent s'installer à Vesoul en 1605, avant d'être évincés au profit des Jésuites, ordre qui s'est particulièrement spécialisé dans l'enseignement et qui connaît un succès croissant au début du XVIIe siècle. Après quatre ans de longues et complexes négociations, le traité pour la fondation du collège entre la Ville et les Jésuites est signé le 5 août 1610.
Le collège ouvre le 23 septembre 1611 dans des locaux provisoires et dispose de quatre classes. Les Jésuites y assurent les cours jusqu'à ce que le roi de France ordonne leur expulsion du royaume en 1764. Ils quittent Vesoul en 1765 et le collège, désormais sous l'invocation de Saint-François de Sales (clergé séculier), passe sous le contrôle de l'Université de Besançon qui y nomme les prêtres régents chargés d'y enseigner. Les collèges sous l'Ancien Régime étaient accessibles essentiellement aux garçons des familles aisées : bourgeois, hommes de robe et négociants. Ils avaient pour but de dispenser une éducation morale, religieuse et littéraire à leurs élèves, qu'ils accueillent de l'âge de 9 ans à celui de 15 ans.
L'enseignement semble se maintenir au collège pendant la Révolution française, bien que ses locaux soient utilisés en partie pour d'autres buts. Après avoir accueilli en 1789 l'assemblée du clergé du bailliage d'Amont en vue de la préparation des États généraux, les locaux du collège sont occupés par le séminaire de l'éphémère diocèse de Vesoul en 1791, par le bureau du procureur général syndic de Vesoul en 1792, par un atelier de charité en 1793 et par une fabrique d'armes en 1794, tout en servant de dépôt central accueillant les plus de 20 000 volumes d'ouvrages et de manuscrits confisqués aux établissements religieux supprimés du district. La chapelle est quant à elle utilisée comme salle des fêtes et comme orangerie. Le 2 mai 1796, il est décidé d'établir en remplacement du collège une école centrale départementale qui offre la possibilité d'étudier de nombreux domaines et qui réserve une place importante aux enseignements scientifiques. L'École centrale devient une école secondaire communale en 1802 avant de redevenir un collège communal en 1810. L'école centrale comme le collège ont cependant du mal à trouver leur public tout en coûtant cher au budget communal. Profitant d'un projet de réorganisation des collèges lancé par le ministère de l'Instruction publique, la Ville débute en 1853 des négociations avec le rectorat afin de transformer l'établissement en lycée.

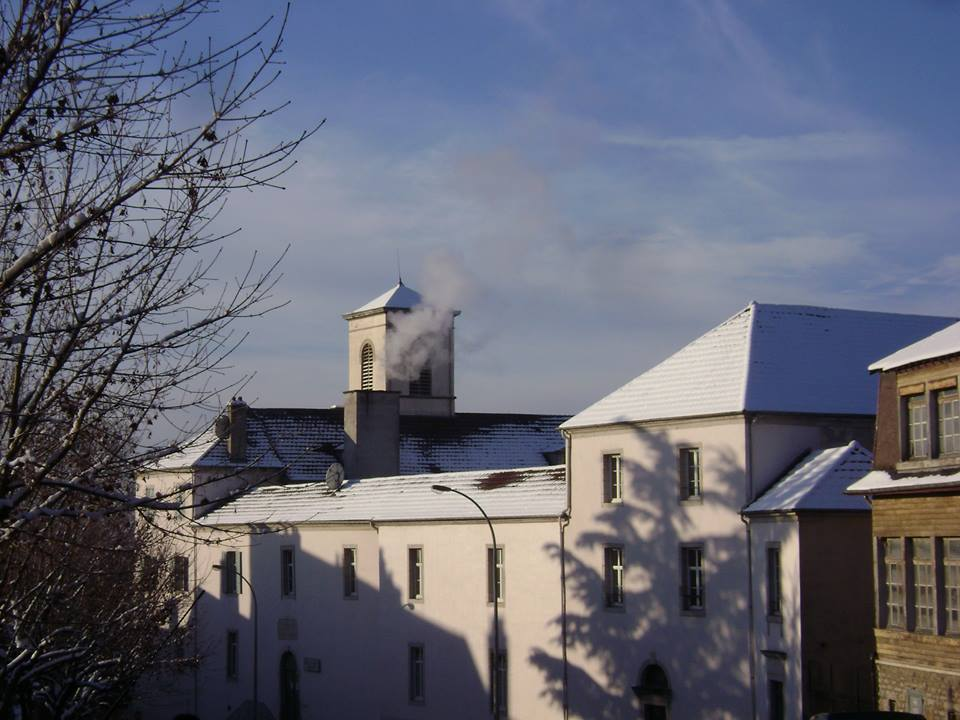
Vue du collège depuis l'Est.

Au XIXe siècle, l'enseignement secondaire chargé de conduire au baccalauréat est dispensé par deux types d'établissements : les lycées financés par l'État, et les collèges, qui se calquent sur les modèles des lycées de façon plus ou moins poussée en fonction du nombre d'enseignants dont ils disposent, et qui sont financés par les communes. Les élèves peuvent intégrer ces établissements dès l'âge de 9 ans et y rester jusqu'à 18 ans. La mixité n'y apparaît qu'à partir de 1880. Les efforts à consentir pour la transformation du collège sont importants, mais la Ville parvient à réunir les sommes nécessaires. L'établissement est érigé en lycée impérial en 1862 par décret impérial du 3 août 1859.
En 1878 a été fondée - par Léon Sentupery - l'Association Amicale des Anciens Elèves du Lycée Gérôme, reconnue d’utilité publique en 1914 [devenue Association Amicale des Anciens Elèves des Lycée et Collège Gérôme. Elle publie un Annuaire annuel depuis 1887 (exception faite des années de guerre) alors que Gérôme en est le président. En 1903, l’Amicale publie une statistique sur l’insertion professionnelle des anciens élèves : l’enseignement domine, suivi par l’armée, le commerce, la médecine. Soucieuse de transmettre sa mémoire, l’Amicale investit dans une armoire pour la conservation de ses archives dès 1901. Elles sont aujourd’hui accessibles au public dans la salle de lecture des Archives départementales de la Haute-Saône (fonds 39 J).

### Conversion en lycée puis en collège Gérôme

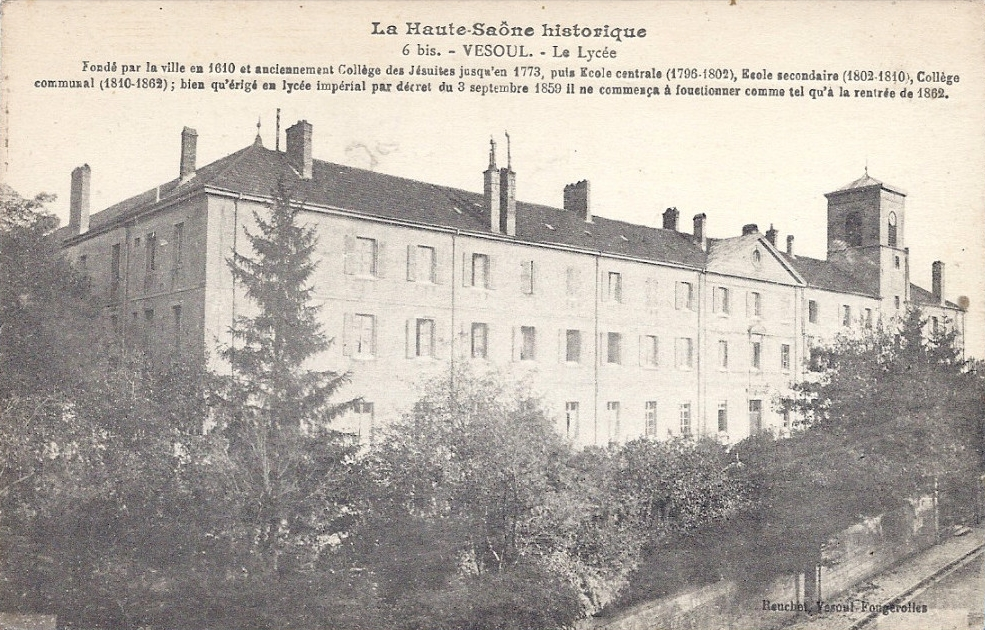
Le Lycée
Carte postale de l'édifice datée du 13 février 1917.

C'est en 1908 qu'il prend le nom de Gérôme, en hommage au peintre Jean-Léon Gérôme, emblème de la peinture académique du Second Empire, décédé en 1904, natif de Vesoul et ancien élève du collège. Le lycée est occupé à plusieurs reprises, d'abord en 1870 par un contingent prussien et par une unité des services français de santé et des subsistances. En 1914, ses locaux abritent l'hôpital temporaire no 35 et l'hôpital auxiliaire no 8. Enfin, au cours de la Seconde Guerre mondiale, le lycée sert de nouveau d'hôpital auxiliaire en 1939-1940, avant de se voir affecté au cantonnement de troupes allemandes en 1940-1941. Ces dernières reviennent occuper l'établissement entre juin et septembre 1944. De 1920 à 1951, le lycée abrite une école d'agriculture d'hiver, ouverte à l'initiative du Conseil général et chargée de former de novembre à mars les fils d'agriculteurs aux professions agricoles. À partir de 1934, les filles peuvent suivre leur cursus secondaire au sein du lycée. À la suite de la réforme de l'éducation secondaire en 1974, le lycée perd le second cycle d'enseignement secondaire au profit du lycée Belin et devient un collège d'enseignement secondaire. En 1989, le collège René-Cassin est inauguré dans la ville limitrophe de Noidans-lès-Vesoul, ce qui diminue de 350 le nombre d'élèves du collège Gérôme.
Le label Éco-école a été obtenu par le collège, en juin 2009. Le Programme international d'éducation à l'environnement et au développement durable, Éco-École est un système pouvant être acquis par les écoles élémentaires, collèges et lycées qui se distinguent par une utilisation écoresponsable et instaurent l'Éducation au Développement Durable (EDD) dans les enseignements. Pour pouvoir prétendre à ce label, les élèves, les enseignants, la direction et les personnels administratifs doivent travailler sur six thèmes concrets et différents : l'alimentation, la biodiversité, les déchets, l'eau, l'énergie et les solidarités. Il a été relabellisé E3D en 2015.
En mars 2016, le conseil départemental de la Haute-Saône décide sa fermeture, envisagée en 2013[Quoi ?]. Face à une démographie en baisse et à l'aide des diagnostics réalisés par un géographe dans le cadre du schéma directeur « collèges 2021 », un travail de concertation a été mené entre élus, représentants de l'Éducation nationale, des parents d'élèves et principaux des collèges pour définir les contours de la nouvelle carte scolaire, entérinant de façon concertée la fermeture du collège Gérôme à la rentrée 2019.

## Situation et disposition

### Architecture

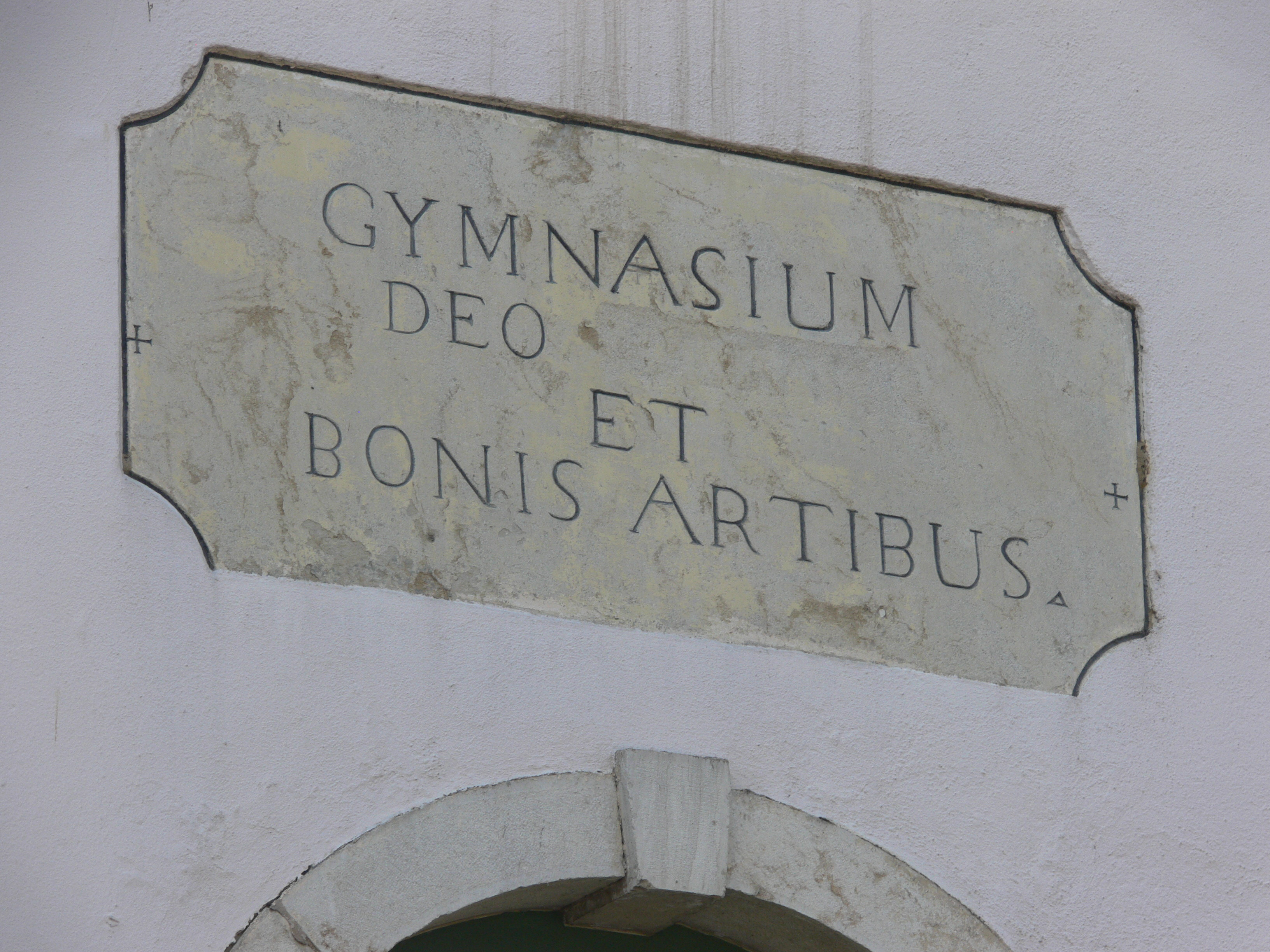
La devise du collège.

À la suite du traité passé avec les Jésuites en 1610, la Ville de Vesoul procède en 1613-1614 à l'acquisition des terrains nécessaires pour élever le collège. Les plans sont réalisés par Étienne Martellange, même s'il s'avère qu'ils ne seront pas intégralement appliqués. Les travaux débutent vers 1616, et la chapelle de l'édifice est achevée en 1629. Les principaux travaux d'aménagement s'effectuent au XIXe siècle. Entre 1860 et 1862, des travaux d'agrandissement ont lieu d'après les plans de l'architecte départemental Dodelier. Ces derniers sont une des conditions pour que le collège puisse devenir un lycée, car il doit notamment être en mesure d'accueillir 200 pensionnaires. Le bâtiment initial se voit doublé par des bâtiments construits autour d'une seconde cour. L'entrée principale se trouve déplacée au niveau de la jonction des deux bâtiments. En 1937, un pavillon en bois est élevé pour accueillir les classes enfantines et en 1960-1961, face à la progression de ses effectifs, le lycée se voit affecté l'ancien bâtiment de l'École normale de filles. Le buste de Gérôme est installé au pied du perron de l'entrée principale en octobre 1954. Les nombreux travaux d'entretien et d'aménagement des bâtiments sont à la charge de la Ville puis du Département.
La présence d'une chapelle au sein même du collège et du lycée va permettre la transmission d'une culture religieuse jusqu'au XXe siècle. Par l'intermédiaire de l'aumônerie, des prêtres sont chargés de dispenser des cours d'instruction religieuse aux élèves et les accompagnent même dans le cadre de leurs sorties (comme en témoigne la valise chapelle qui est parvenue jusqu'à nous). Parmi les aumôniers, outre l'abbé Farine, René Bolle-Reddat, dit « le pope », a marqué les esprits. En poste de 1947 à 1958, il est notamment à l'origine de la souscription auprès des parents d'élèves pour l'acquisition d'une tapisserie d'Aubusson qui a longtemps orné la chapelle (elle est aujourd'hui conservée au presbytère de Vesoul). Son départ du lycée coïncide avec sa nomination comme chapelain de Notre-Dame du Haut à Ronchamp, le nouvel édifice construit selon les plans de Le Corbusier.
Le bâtiment actuel est composé de trois niveaux ainsi qu'une tour qui prédomine. L'enceinte est constituée de deux cours : la cour d'honneur et la cour des arcades. Sur les murs de l'établissement a été inscrite la devise du collège : « Gymnasium Deo et Bonis Artibus » ce qui signifie « Lycée, pour Dieu et les Arts Libéraux ». En réalité, il était inscrit « Gymnasium Deo, Regi et Bonis Artibus » « pour Dieu, le roi et les Arts Libéraux » transformé en « ... Deo, Imperatori... » sous l'Empire, avant que le second terme soit définitivement martelé.

### Localisation

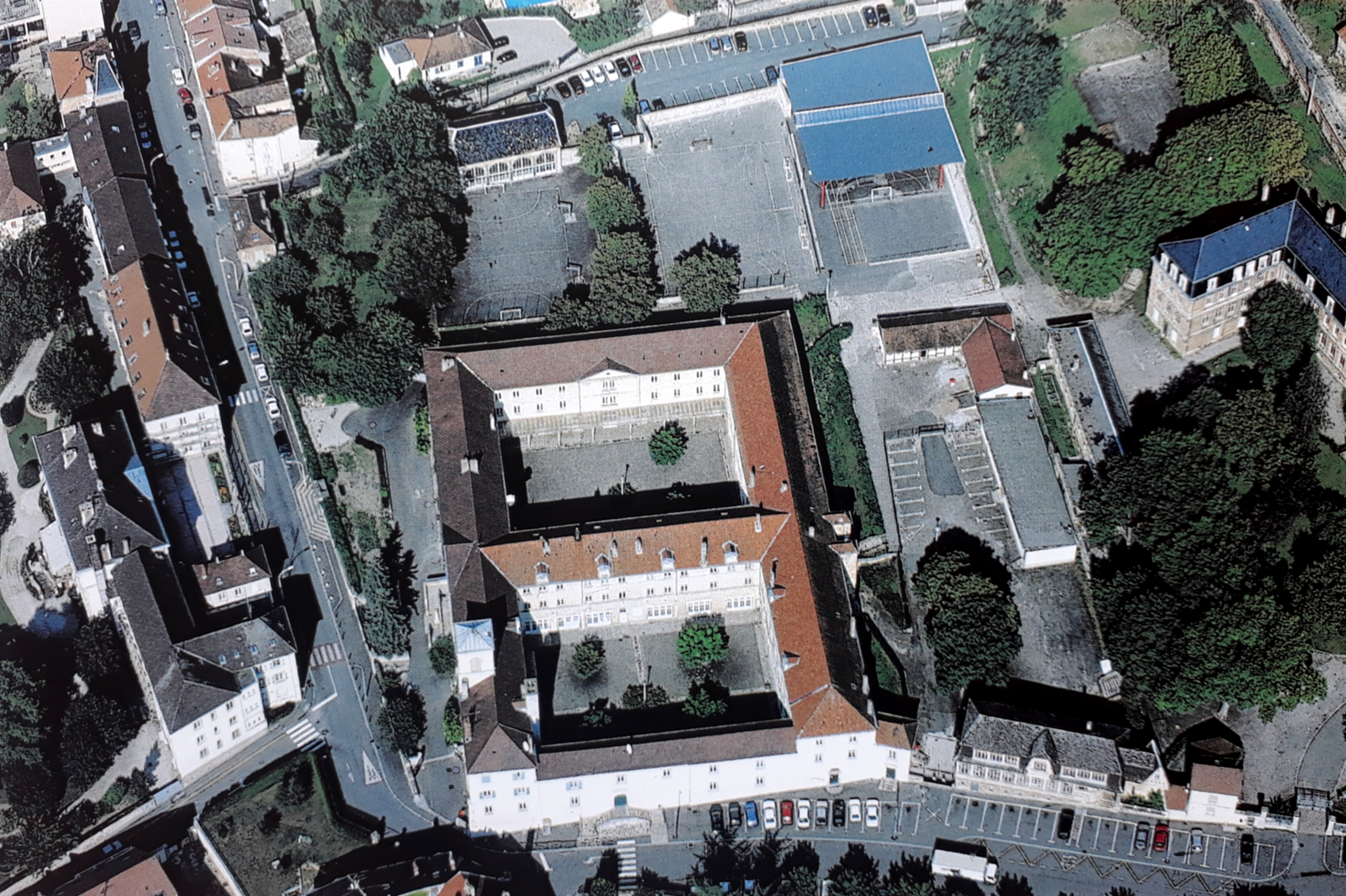
Vue aérienne du collège.

L'édifice est localisé face à l'hôtel de Préfecture de la Haute-Saône. Il est desservi par le D2 du réseau de transport en commun Vbus.

## Enseignements dispensés
Aux origines du collège, deux Ordres sont approchés pour assurer l'enseignement : les Capucins et les Jésuites. Après l'installation des Capucins en 1605, les Jésuites acceptent de signer un traité avec la Ville cinq ans plus tard afin de contribuer à la « plus grande édification du peuple ». Après l'âge d'or jésuite, vint celui de leur déclin. À la veille de la suppression de l'Ordre, en 1764, le bailliage de Vesoul arbitre un litige entre le père d'un élève diffamé et ses enseignants qu'il accuse. Les Jésuites sont condamnés et le jeune homme réhabilité. La période révolutionnaire voit les régents se tenir en retrait de l'établissement, quand ils ne conseillent pas aux élèves de le déserter. Faute d'archives, l'évolution du personnel est difficile à connaître. On retiendra surtout une vague de recrutements à la suite de la création du lycée avec 14 nominations de professeurs au moment de l'inauguration en 1862. Même si les enseignants dominent dans le tableau des effectifs, ils côtoient les personnels administratifs, les surveillants et les agents techniques. L'ensemble a longtemps relevé de l'Éducation nationale, avec que les derniers, sous l'appellation de personnels « techniciens, ouvriers et de service » (TOS) ne soient transférés aux Départements en 2005.
Lors de son ouverture, le collège dispose de quatre classes : trois classes de grammaire où sont enseignés la lecture, l'écriture, le calcul, l'orthographe, la grammaire latine, l'histoire ancienne, et une classe d'humanités de rhétorique où l'on apprend les techniques du discours. En 1617, une seconde classe de rhétorique ouvre, puis en 1700 l'établissement obtient enfin une classe de philosophie, disposant ainsi d'un cursus complet tel qu'on l'envisage sous l'Ancien Régime. Le but est de dispenser une éducation morale, religieuse et littéraire. Ce modèle perdure jusqu'à l'installation de l'École centrale. Ces écoles centrales sont organisées sur un autre modèle : elles font une plus large place aux sciences mais surtout, chaque professeur établit son propre programme de cours et le place aux horaires qu'il souhaite. On peut désormais assister aux cours « à la carte » : il n'y a plus de véritables classes, ni de progression, ni de cursus officiel imposé. La loi du 11 floréal an X (1er mai 1802) réorganise l'enseignement et marque un retour à une structure en cours successifs et gradués dont l'organisation rappelle celle des collèges d'Ancien Régime. On y retrouve des classes de grammaire, d'humanités, de rhétorique et de philosophie. L'enseignement du latin y reste central, les mathématiques et les sciences arrivant plus tard dans le cursus. Ce n'est qu'à partir du milieu du XIXe siècle que la place des matières scientifiques va peu à peu progresser. La réforme de 1902 divise l'enseignement entre classes élémentaires (6-11 ans), premier cycle (11-15 ans) et second cycle (15-18 ans) conduisant au baccalauréat.

## Effectif étudiant
Lors de sa création, le collège n'a pas vocation à accueillir tous les élèves, seuls les garçons des familles les plus aisées y ont accès. Cette situation perdure pendant une large partie du XIXe siècle, même si des bourses permettent d'aider certains élèves issus de milieux plus modestes, et il faut attendre les lois de généralisation de l'enseignement pour que progressivement, toute une classe d'âge, filles comme garçons, passe par les bancs du collège. Si le collège de Vesoul a du mal à attirer un grand nombre d'élèves, il en est de même pour l'École centrale qui compte un peu plus d'une centaine d'élèves dont la plus grande partie ne vient d'ailleurs que pour les cours de dessin. À la veille de sa transformation en lycée impérial, le collège compte à peine 150 élèves alors qu'il pourrait en accueillir plus, ce que va d'ailleurs lui permettre son changement de statut. À partir de 1896, le statut de demi-pensionnaire permet aux lycéens domiciliés sur le parcours d'une ligne de chemin de fer (elles sont nombreuses à cette époque) de regagner leur domicile chaque soir. L'établissement paie un lourd tribut lors de la Première Guerre mondiale avec un total de 160 anciens élèves qui y trouvent la mort. La fréquentation du collège atteste son développement mais aussi son inexorable déclin. En 1935 on compte 400 élèves, en 1977 il y en a 720 et en 1998 on en dénombre 641. L'histoire scolaire du collège retiendra 246 élèves lors de la dernière rentrée scolaire de septembre 2018. Ces derniers proviennent essentiellement de la Haute-Saône, et en général des secteurs géographiques proches de Vesoul, même si certains viennent parfois des départements voisins.

## Personnalités liées au collège
Le collège est resté pendant plusieurs siècles le seul établissement scolaire de la ville. Par conséquent, un grand nombre de personnalités ont étudié, ont enseigné ou ont dirigé le collège.

### Anciens élèves
Hommes politiques, militaires et résistants
- Paul Morel (député), Victor Genoux-Prachée (sénateur), Maurice Bazin (député), Raymond Aubrac (résistant), Georges Cogniot (écrivain, philosophe et député), Philippe d'Argenlieu (député) Marie Étienne Péroz (officier des troupes de marine), Gustave Chaudey (homme politique), Jean Compagnon (général de corps d'armée), Jean-Paul Sac (résistant)

Scientifiques
- Albert Mathiez (historien), Maurice-Marie Janot (chimiste, biologiste et pharmacologue), Paul Remy (spéléologue et zoologiste), Henri de Contenson (archéologue), Jean-Baptiste Humbert (archéologue)[4], Marcel Durliat (historien de l'art, professeur et auteur), André Caquot (orientaliste, historien), Paul Petitclerc (géologue, minéralogiste), Jean-Marie Janot, historien

Religieux
- Adolphe Turlin (prêtre-missionnaire au Cambodge), Jean-Baptiste Miroudot du Bourg (prélat), Maurice Gaidon (évêque, vicaire, enseignant), Jean-Jacques Guerrin (prêtre)

Hommes de lettres, journalistes et artistes
- Éric Dupin, (journaliste, chroniqueur et écrivain), Christophe Guillaumot, (écrivain), Charles Grandmougin (poète), Jean-Léon Gérôme (maître peintre et sculpteur), Gustave Courtois (peintre), Jean Dumont (architecte), Jean-Baptiste Coudriet (auteur)

Divers
- Henri Jeannin (homme d'affaires), Christian Spitz (animateur radio et médecin pédiatre[5]), Pascal Ottmann (alpiniste, pongiste), Pierre-Philibert Pompée (enseignant pédagogue)

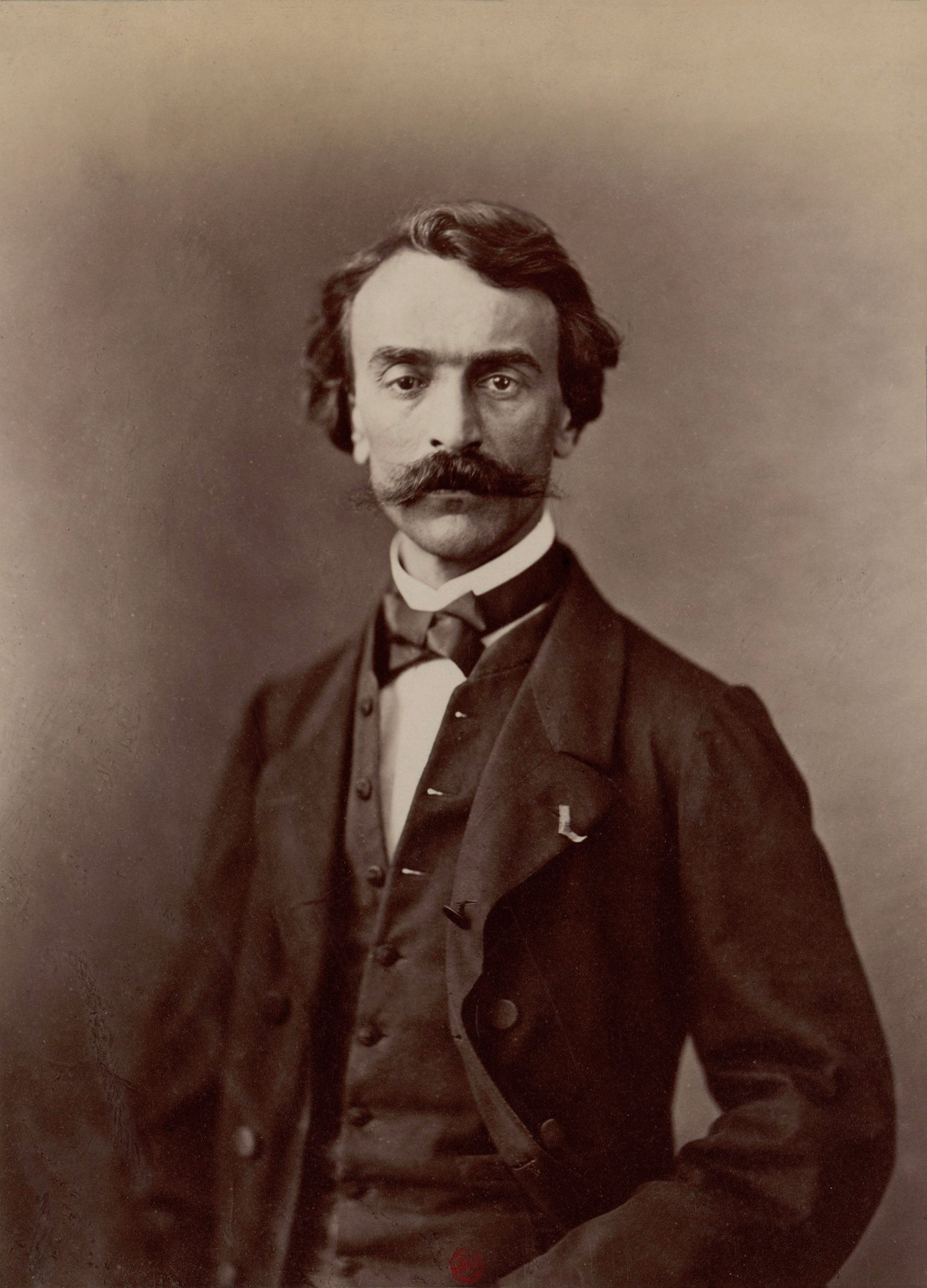
Jean-Léon Gérôme
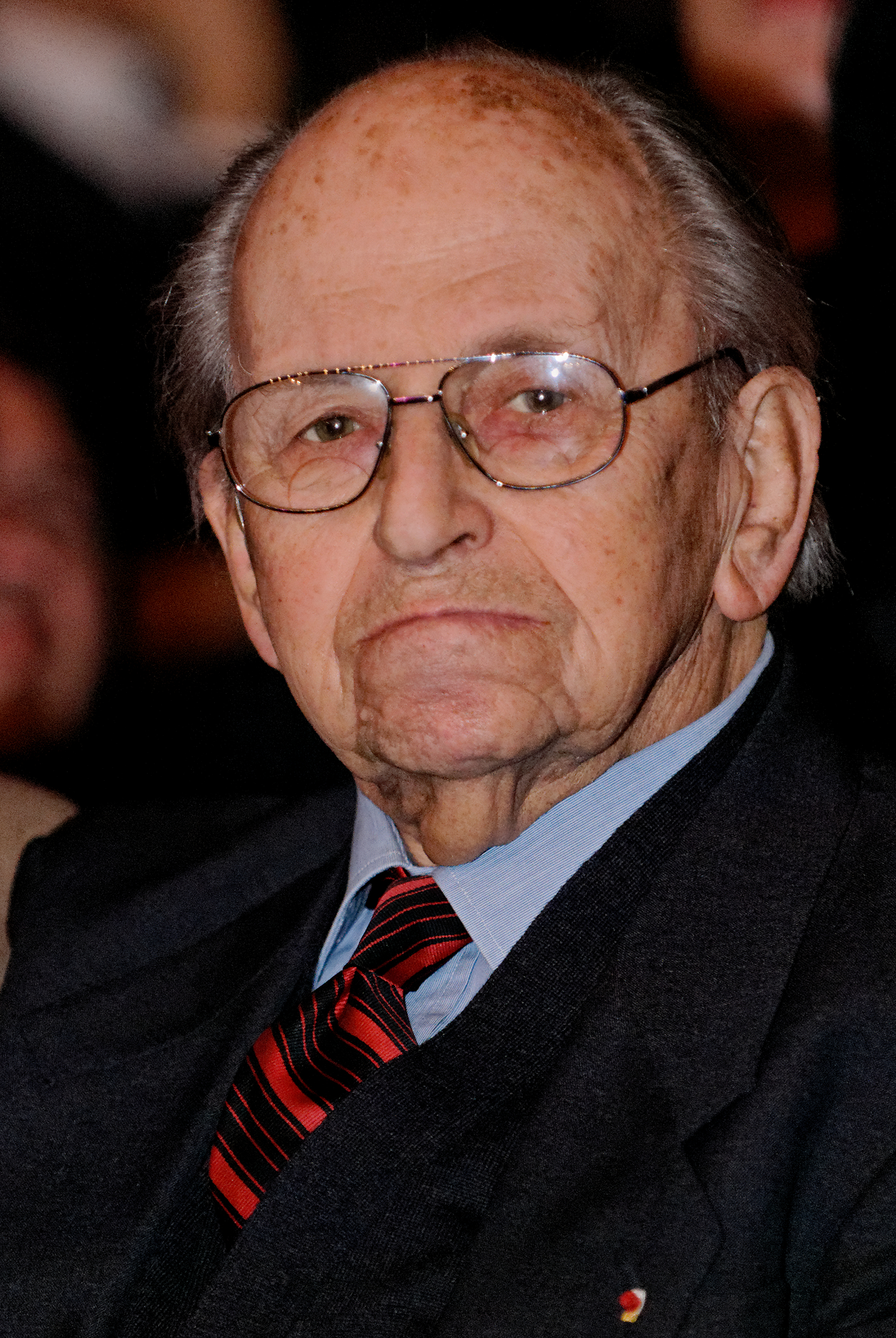
Raymond Aubrac
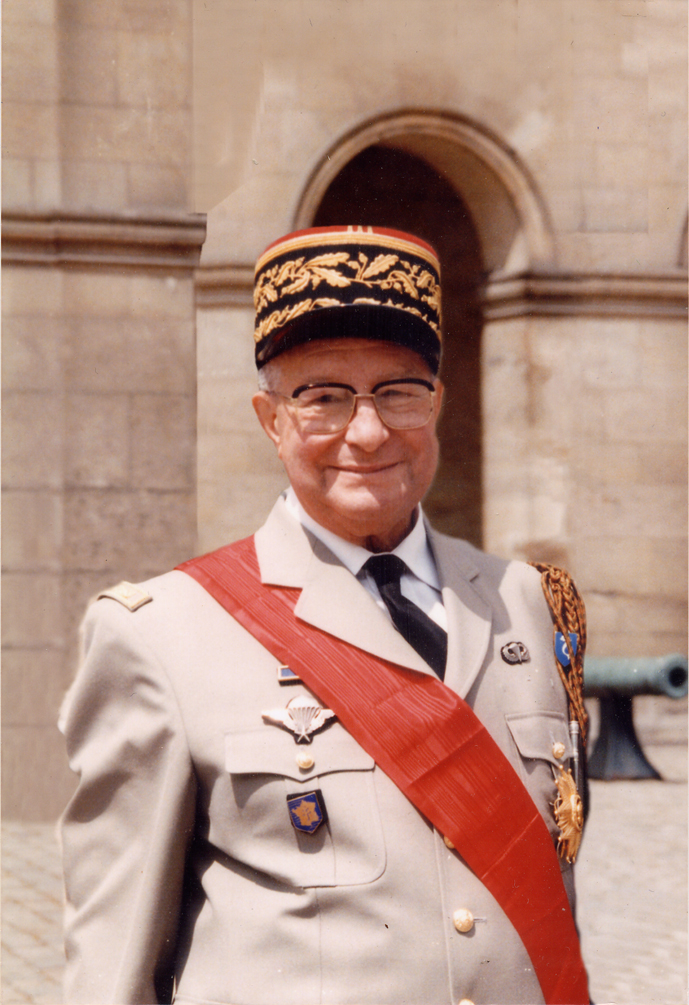
Jean Compagnon
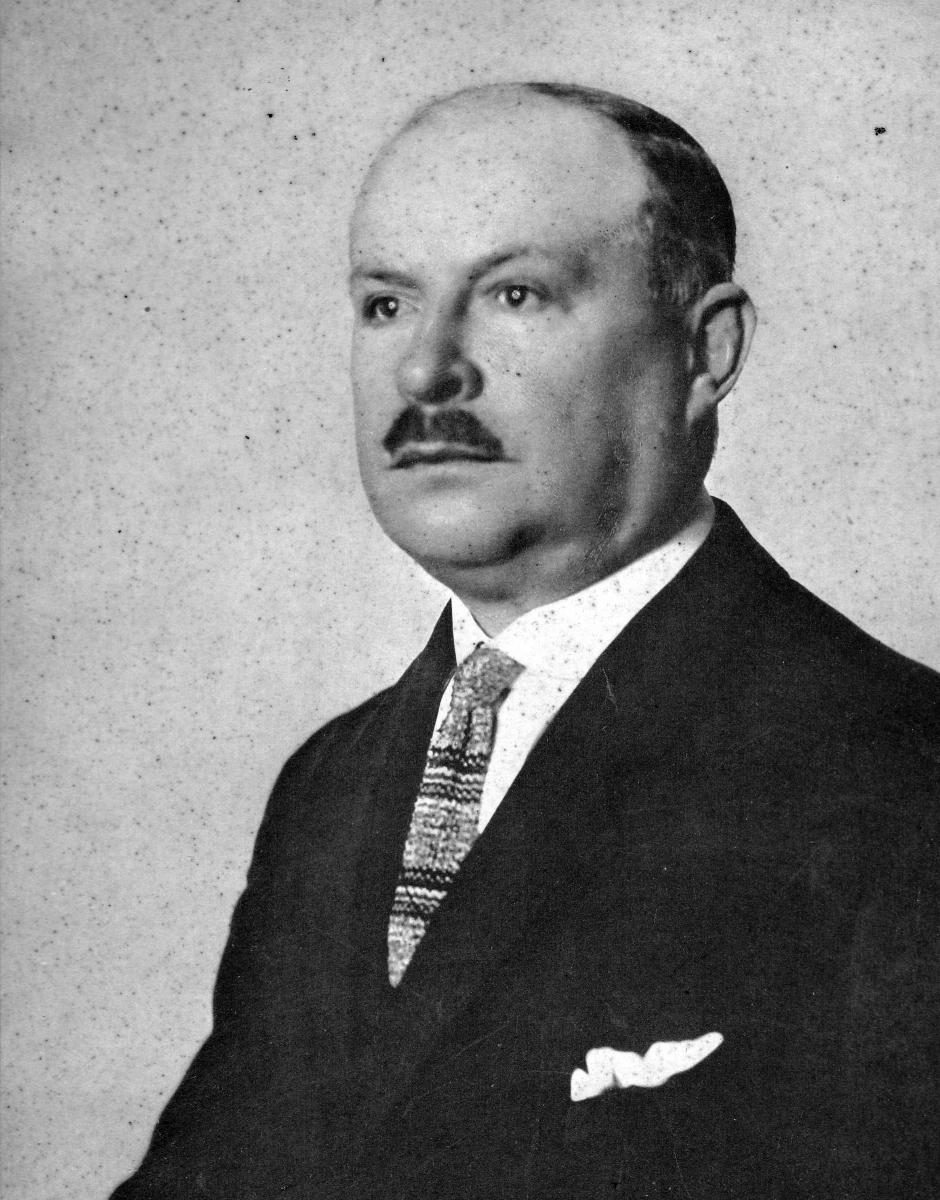
Henri Jeannin

### Anciens professeurs

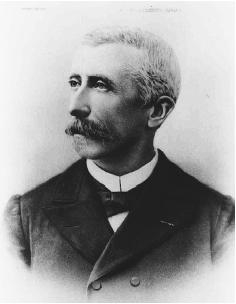
Théodule Ribot.

- Eugène Albertini (1880-1941), littérature latine
- Claude Ferdinand Bobillier, philosophie et mathématiques
- Nicolas Galmiche (1761-1833), législation
- Victor Jeanneney, dessin
- Louis Legrand (1921-2015), philosophie
- François Mocquard (1834-1917), physique et science
- Théodule Ribot (1839-1916), philosophie
- Pierre de Saint-Jacob (1906-1960), histoire
- Hippolyte Monin (1854-1915), lettres
- Auguste Haury (1910-2002), lettres classiques
- Bernard Brunhes (géophysicien) (1867-1910), physique
- Claude-Basile Cariage (1798-1875),
- Armand Gasté (1838-1902), maître d'étude
- Adrien Maggiolo (1843-1894), rhétorique
- Albert Lautman (1908-1944), philosophie
- Jean-Alexis Cornu (1855-1907), dessin
- Lucien Gumpel, lettres

### Liste des directeurs du collège
| Dates de mandat | Nom                        |
| --------------- | -------------------------- |
| 1610-1613       | Jacques-Philibert Bonivard |
| 1613-1617       | Claude Pacotet             |
| 1617-1621       | Pierre Ubelot              |
| 1621-1626       | Marc Nélaton               |
| 1626-1632       | Denis Barrey               |
| 1632-1639       | George-Étienne Rousselet   |
| 1639-1644       | Claude-Antoine de la Clef  |
| 1644-1645       | Anatole Lisola             |
| 1645-1649       | Jean-George Damongenet     |
| 1649-1652       | Antoine Pauteleret         |
| 1652-1654       | Jean Ardier                |
| 1654-1660       | Jean-Baptiste Dard         |
| 1660-1663       | Étienne Guillaume          |
| 1663-1666       | Antoine Froissard          |
| 1666-1670       | Nicolas Guelle             |
| 1670-1672       | Odo Demongenet             |
| 1672-1676       | Jean-Baptiste Garnier      |
| 1676-1679       | Joseph de Saint-Étienne    |
| 1679-1682       | Philippe de Langeron       |
| 1682-1684       | Pontus Petit               |
| 1684-1688       | Antoine Jouve              |
| 1688-1691       | Aymon                      |
| 1691-1695       | Borthon                    |
| 1695-1698       | Biaise Silvestre           |

| Dates de mandat | Nom                    |
| --------------- | ---------------------- |
| 1698-1701       | Balthazard Riondet     |
| 1701-           | Joseph Gallifet        |
| ???             | ???                    |
| 1765-1775       | Pavoy                  |
| 1775-1783       | Vuillemin              |
| 1783-1796       | Parisey                |
| 1803-1813       | Gabriel Peignot        |
| 1813-1815       | Marie-François Boisson |
| 1862-1868       | Lalande                |
| 1868-1870       | Fabre                  |
| 1870-1872       | Bailly                 |
| 1872-1875       | Kortz                  |
| 1875-1878       | Subé                   |
| 1878-1879       | Leleu                  |
| 1879-1881       | Canet                  |
| 1881-1884       | Bralley                |
| 1884-1887       | Guimault               |
| 1887-1892       | Hinglais               |
| 1896-1897       | Boizot                 |
| 1897-1898       | De Caumone             |
| 1898-1906       | Sarazin                |
| 1906-1907       | Duval                  |
| 1907-1911       | Bruet                  |
| 1892-1896       | Varenne                |

| Dates de mandat | Nom                              |
| --------------- | -------------------------------- |
| 1911-1915       | Gros                             |
| 1915-1924       | Racle                            |
| 1924-1925       | Brenet                           |
| 1925-1930       | Guiran                           |
| 1930-1932       | Bulger-Buel                      |
| 1932-1935       | Vincent                          |
| 1935-1938       | Storck                           |
| 1938-1940       | Étienne                          |
| 1940-1944       | Bazantay                         |
| 1944-1958       | Genin                            |
| 1958-1959       | Richard                          |
| 1959-1963       | Thomas                           |
| 1963-1969       | Bacri                            |
| 1969-1972       | Spanin                           |
| 1972-1975       | Serge Pasquer, dernier proviseur |
| 1975-1989       | Pierre Cautenet                  |
| 1989-1997       | Michel Sabatier                  |
| 1997-2001       | Jean Doebelin                    |
| 2001-2008       | Bernadette Girard                |
| 2008-2010       | Régine Crapoix                   |
| 2010-2014       | Gilles Dormoy                    |
| 2014-2014       | Catherine Gauthier               |
| 2014-2016       | Francis Pinot                    |
| 2016-2019       | Hervé Lucas, dernier principal   |